# Bruna Marquezine
Bruna Marquezine, pseudonimo di Bruna Reis Maia (Duque de Caxias, 4 agosto 1995), è un'attrice e modella brasiliana.

## Biografia
Ha deciso di adottare il cognome Marquezine in onore di sua nonna.
Ha iniziato la sua carriera da piccolissima prendendo parte a spot pubblicitari. Nel 1999 è apparsa per la prima volta in un programma tv: Gente Inocente, presentato da Márcio Garcia. Il suo debutto nella recitazione è avvenuto dopo che la regista Cininha de Paula l'aveva notata nel video di Xuxa Sò Para Baixinhos; Bruna Marquezine è così apparsa in una telenovela in prima serata.
Ha lavorato nel 2003 in Mulheres Apaixonadas di Manoel Carlos, dove si è affermata in tutto il Brasile per il suo ruolo di Salette. Nello stesso anno ha interpretato Julia nel film Xuxa Abracadabra. Da quel momento ha intensificato la sua attività di attrice televisiva: América nel 2005, Cobras & Lagartos nel 2006, Desejo Proibido, nel 2007 e Négocio da China nel 2008.
Nel 2010 ha partecipato alla telenovela Araguaia nel ruolo della professoressa Teresinha.
Nel 2011 ha interpretato un ruolo di maggiore importanza in Aquele beijo, Miss Belezinha. Nella telenovela trasmessa in prima serata Salve Jorge del 2012, ha dato volto a Lurdinha. Nel 2014 Manoel Carlos l'ha scelta per il ruolo di Helena nella telenovela Em família (nella terza stagione lei è stata invece Lois, la figlia di Helena). 
Nel 2014 ha preso parte anche a I Love Parasópolis.
Nel 2018 ha recitato in Deus Salve o Rei.
Nel 2023 ha fatto parte del cast di un lungometraggio USA, Blue Beetle.

## Vita privata
- Bruna Marquezine nel 2018 ha annunciato di aver rotto il fidanzamento con Neymar.

## Filmografia

### Cinema
- Blue Beetle, regia di Ángel Manuel Soto (2023)

## Campagne pubblicitarie
- Intimissimi (2019)